# Presidential Range
De Presidential Range is een bergketen in de White Mountains in de Amerikaanse staat New Hampshire. De keten is bijna volledig in Coos County gelegen. De belangrijkste toppen zijn genoemd naar Amerikaanse presidenten en andere prominente figuren uit de 18e eeuw en 19e eeuw.

## Belangrijkste toppen
Deze toppen omvatten, van het zuidwesten naar het noordoosten:
- Mount Webster — genoemd naar Daniel Webster
- Mount Jackson — genoemd naar Charles Thomas Jackson, een 19e-eeuwse geoloog
- Mount Pierce — genoemd naar Franklin Pierce
- Mount Eisenhower — genoemd naar Dwight D. Eisenhower
- Mount Franklin — genoemd naar Benjamin Franklin
- Mount Monroe — genoemd naar James Monroe
- Mount Washington — genoemd naar George Washington (toen de berg naar hem genoemd werd, was hij nog een generaal; pas later ook president)
- Mount Clay — genoemd naar Henry Clay (de staat New Hampshire veranderde de naam in Mount Reagan naar Ronald Reagan. De federale regering blijft nog de naam Mount Clay erkennen.
- Mount Jefferson — naar Thomas Jefferson
- Mount Sam Adams — naar Samuel Adams
- Mount Adams — naar John Adams
- Mount Quincy Adams — naar John Quincy Adams
- Mount Madison — naar James Madison

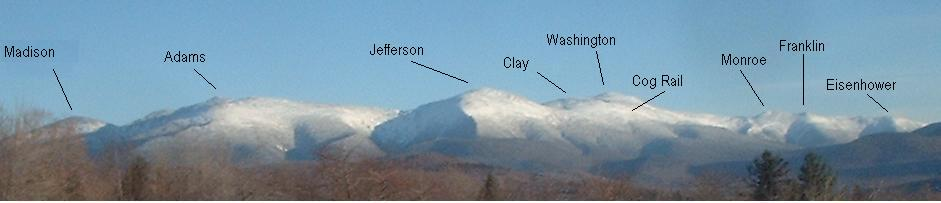
De Presidential Range in de winter